# Gaby Ahrens
Gaby Diana Ahrens (sinh ngày 15 tháng 3 năm 1981, ở Windhoek) là một trong những vận động viên ưu tú nhất và được tôn vinh nhiều nhất tại Namibia. Cô thi đấu tại Thế vận hội mùa hè 2008, Thế vận hội mùa hè 2012, Thế vận hội mùa hè 2016 trong các cuộc thi của phụ nữ, Tại Thế vận hội mùa hè 2012, cô là người mang cờ Namibia, người phụ nữ đầu tiên của đất nước Namibia nhận được vinh dự này. Tại Thế vận hội Mùa hè 2016, cô một lần nữa thi đấu trong Cuộc thi tại Thế vận hội Mùa hè 2016, nơi cô kết thúc ở vị trí thứ 9, suýt nữa được vào vòng chung kết gồm 8 người.
Xếp hạng 1 trên lục địa châu Phi trong nhiều năm, Gaby đã giành được hai danh hiệu vô địch châu Phi trong năm 2011 và 2015 cũng như một số danh hiệu quốc gia Nam Phi, Nam Phi và Angola trong Olympic Trap Shooting. Gaby đã được tặng thưởng Người phụ nữ thể thao Namibia của năm trong năm 2010, cùng năm đó cô giành được một huy chương đồng tại Commonwealth Games ở New Delhi.
Hiện nay, cô đang quản lý doanh nghiệp của mình ở Windhoek và chứng tỏ là một doanh nhân thành công. Mặc dù cô đã ngừng thi đấu cạnh tranh kể từ năm 2016, Gaby vẫn đầu tư vào thể thao. Cô làm chủ tịch Ủy ban vận động viên Namibia và là thành viên ban điều hành của Ủy ban Olympic quốc gia Namibia. Cô hiện cũng đang theo học bằng thạc sĩ về Quản lý thể thao thông qua Ủy ban Olympic quốc tế MEMOS ở Lausanne, Thụy Sĩ. Những nỗ lực của cô nhằm mục đích hỗ trợ các vận động viên ưu tú của Namibia trong cuộc thi và đang thực hiện các bước để chống lại các yếu tố ảnh hưởng tiêu cực liên quan đến những căng thẳng trong tổ chức ảnh hưởng đến hiệu suất của vận động viên.